# Aeolesthes textor
Aeolesthes textor es una especie de escarabajo del género Aeolesthes, tribu Cerambycini, familia Cerambycidae. Fue descrita científicamente por Pascoe en 1869.
Se distribuye por Indonesia. Mide aproximadamente 28 milímetros de longitud.